# معوية منعزلة
معوية منعزلة (الاسم العلمي:Enterococcus solitarius) هي نوع من البكتيريا تتبع جنس المكورة المعوية من فصيلة المكورات المعوية.